# الن گدووانیشویلی

الن گدوانیشویلی (گرجی: ელენე გედევანიშვილი، زادهٔ ۷ ژانویه ۱۹۹۰) ورزشکار پیشین اسکیت نمایشی اهل گرجستان است. او دو بار مدال برنز مسابقات قهرمانی اسکیت نمایشی اروپا (در سال‌های ۲۰۱۲ و ۲۰۱۰) را کسب کرده است. با کسب مدال در سال ۲۰۱۰، گدوانیشویلی اولین اسکیت‌باز اهل گرجستان بود که موفق به کسب مدال در مسابقات قهرمانی ISU شد.
او در سه المپیک زمستانی شرکت کرده است: تورین ۲۰۰۶، ونکوور ۲۰۱۰ و سوتی ۲۰۱۴.

## زندگی شخصی
الن گدوانیشویلی در تفلیس، جمهوری شوروی سوسیالیستی گرجستان زاده شد. او خواهر بزرگتر دیمیتری گدوانیشویلی، اسکی‌باز آلپاین رقابتی است.
او در بهار ۲۰۱۹ از دانشگاه ایالتی پلیموث با مدرک کارشناسی در رشته روان‌شناسی ورزش فارغ‌التحصیل شد.
گدوانیشویلی هم‌اکنون به عنوان مربی اسکیت روی یخ در آکادمی اسکیت کاتینگ اج، یک مرکز آموزش هاکی روی یخ در الموود پارک، نیوجرسی، مشغول به کار است.